# Cœur immortel
Pour plus de détails, voir Fiche technique et Distribution.
Cœur immortel (titre original : Das unsterbliche Herz) est un film biographique allemand réalisé par Veit Harlan, sorti en 1939.

## Synopsis
Ce film raconte la vie quelque peu romancée de Peter Henlein, un serrurier et horloger de  Nuremberg à la fin du XVe et du début du XVIe siècle, souvent considéré comme l'inventeur de la montre, dite "L'œuf de Nuremberg", même si cela est discuté. Il s'agit de l'apologie d'une vie d'humanité, de conscience et de labeur.

## Fiche technique
- Titre : Cœur immortel
- Titre original : Das unsterbliche Herz
- Réalisateur : Veit Harlan assisté par Wolfgang Schleif
- Scénario : Veit Harlan, Werner Eplinius, Richard Billinger, d'après la pièce de Walter Harlan
- Dialogues :
- Photographie : Bruno Mondi
- Montage : Marianne Behr
- Musique : Alois Melichar
- Son :
- Décors : Johann Massias, Hermann Warm
- Costumes : Arno Richter
- Effets spéciaux :
- Production : Tobis-Filmkunst GmbH, Berlin - Gerhard Staab
- Durée : 107 minutes
- Dates de sortie :
- Reich allemand : 31 janvier 1939

## Distribution
- Heinrich George : Peter Henlein, le maître
- Kristina Söderbaum : Dame Henlein
- Paul Wegener : Dr. Hermann Schedel
- Bernhard Minetti : Martin Luther
- Raimund Schelcher : Konrad Windhalm
- Michael Bohnen : Martin Behaim
- Paul Henckels : Güldenbeck
- Ernst Legal : Bader Bratvogel
- Eduard von Winterstein : Richter Sixtus Heith
- Franz Schafheitlin : Burghauptmann Zinderl

### Article annexe
- Liste des longs métrages allemands créés sous le nazisme